# Bengt Hasselrot
Carl Gunnar Bengt Berndtsson Hasselrot, född 12 augusti 1910 i Hedvig Eleonora församling, Stockholm, död 27 september 1974 i Uppsala, var en svensk filolog. Han var son till Berndt och Gunnel Hasselrot. 

## Biografi
Hasselrot avlade filosofie kandidatexamen vid Uppsala universitet 1931. Han blev 1937 filosofie doktor på avhandlingen Étude sur les dialectes d’Ollon et du district d’Aigle (Vaud), samt docent i Uppsala samma år. År 1946 blev han professor i romanska språk vid Köpenhamns universitet, men återvände till Uppsala som docent 1950. Han blev forskardocent 1952 och professor i romanska språk vid Uppsala universitet 1959. År 1972 blev Hasselrot emeritus och efterträddes av sin elev Lennart Carlsson. Han invaldes som ledamot av Videnskabernes Selskab 1951, av Humanistiska Vetenskapssamfundet i Uppsala 1952 och av Vetenskapssamhället i Uppsala 1955. 
Hasselrot var från 1930 gift med Marie-Louise, född Müller. Han är begravd på Uppsala gamla kyrkogård.